# Veszprémvarsány
Veszprémvarsány is een plaats (község) en gemeente in het Hongaarse comitaat Győr-Moson-Sopron. Veszprémvarsány telt 1022 inwoners (2001).